# Peräjärvi (Jukkasjärvi socken, Lappland)
Peräjärvi är en sjö i Kiruna kommun i Lappland och ingår i Torneälvens huvudavrinningsområde. Sjön har en area på 0,0478 kvadratkilometer och ligger 367 meter över havet. Peräjärvi ligger i Torne och Kalix älvsystem Natura 2000-område.

## Delavrinningsområde
Peräjärvi ingår i det delavrinningsområde (756004-174675) som SMHI kallar för Utloppet av Vuoksujärvi. Medelhöjden är 366 meter över havet och ytan är 9,33 kvadratkilometer. Räknas de 6 avrinningsområdena uppströms in blir den ackumulerade arean 84,93 kvadratkilometer. Särkijoki som avvattnar avrinningsområdet har biflödesordning 3, vilket innebär att vattnet flödar genom totalt 3 vattendrag innan det når havet efter 365 kilometer. Avrinningsområdet består mestadels av skog (27 procent) och sankmarker (41 procent). Avrinningsområdet har 2,52 kvadratkilometer vattenytor vilket ger det en sjöprocent på 27 procent.